# Espartillar
Espartillar es una localidad argentina del centrooeste de la provincia de Buenos Aires perteneciente al partido de Saavedra, justo sobre el límite con el partido de Adolfo Alsina, en el que ingresa levemente.

## Toponimia
El pueblo toma este nombre, por la abundancia de esparto, planta gramínea con hojas radicales, arrolladas entre sí, duras y muy tenaces. 

## Población
Cuenta con 806 habitantes (Indec, 2010), lo que representa un descenso del 11,7% respecto a los 913 habitantes (Indec, 2001) del censo anterior.

De ellos, 785 habitantes (Indec, 2010) se encuentran en el partido de Saavedra y 21 habitantes (Indec, 2010) en el partido de Adolfo Alsina.
| Gráfica de evolución demográfica de Espartillar entre 1991 y 2010 |
|                                                                   |
| Fuente: Censos nacionales del INDEC                               |

## Parroquias católicas
| Arquidiócesis | Bahía Blanca        |
| ------------- | ------------------- |
| Parroquia     | San Miguel Arcángel |

## Producción de trufas negras
En Espartillar se encuentra el campo de trufas más grande de la Argentina. Se trata de hay un bosque de robles inoculados con trufa negra, gracias a un emprendimiento de Juan Carlos La Grotteria, que fundó en 2011 la empresa Trufas del Nuevo Mundo, logrando así producir más de 500 kilos de trufas al año. Ha logrado ya exportar a países como Estados Unidos, Francia y España.
En junio de 2023 se celebró la segunda edición de la Fiesta de la Trufa Negra, "Trufar", que contó con la presencia de reconocidos cocineros y productores regionales y que ha generado movimiento y turismo en la localidad.
Al año siguiente se realizó, con mucho éxito, la tercera edición, que contó con la presencia de Osvaldo Gross, Lele Cristóbal, Belén Anaya, Javier Araujo y muchos chefs más.

## Atractivos turísticos
Cuenta con atractivos turísticos como la iglesia de San Miguel Arcángel y un museo, que muestra la historia del pueblo. La localidad también celebra anualmente la Fiesta de la Carbonada, donde se puede disfrutar de la gastronomía local.
Trufas del Nuevo Mundo ofrece visitas guiadas durante los fines de semana de julio y agosto, donde se puede aprender sobre el cultivo y recolección de trufas, así como degustar platos elaborados con este ingrediente.